# Horde (Halbleitertechnik)
Eine Horde (englisch carrier) bezeichnet in der Halbleitertechnik eine Halterung für mehrere Halbleiterscheiben (engl. wafer).
Als Material dient in der Regel Kunststoff (beispielsweise in den Transportboxen), es werden aber auch andere Materialien eingesetzt, so bestehen die Horden in Oxidationsöfen aus Quarzglas.

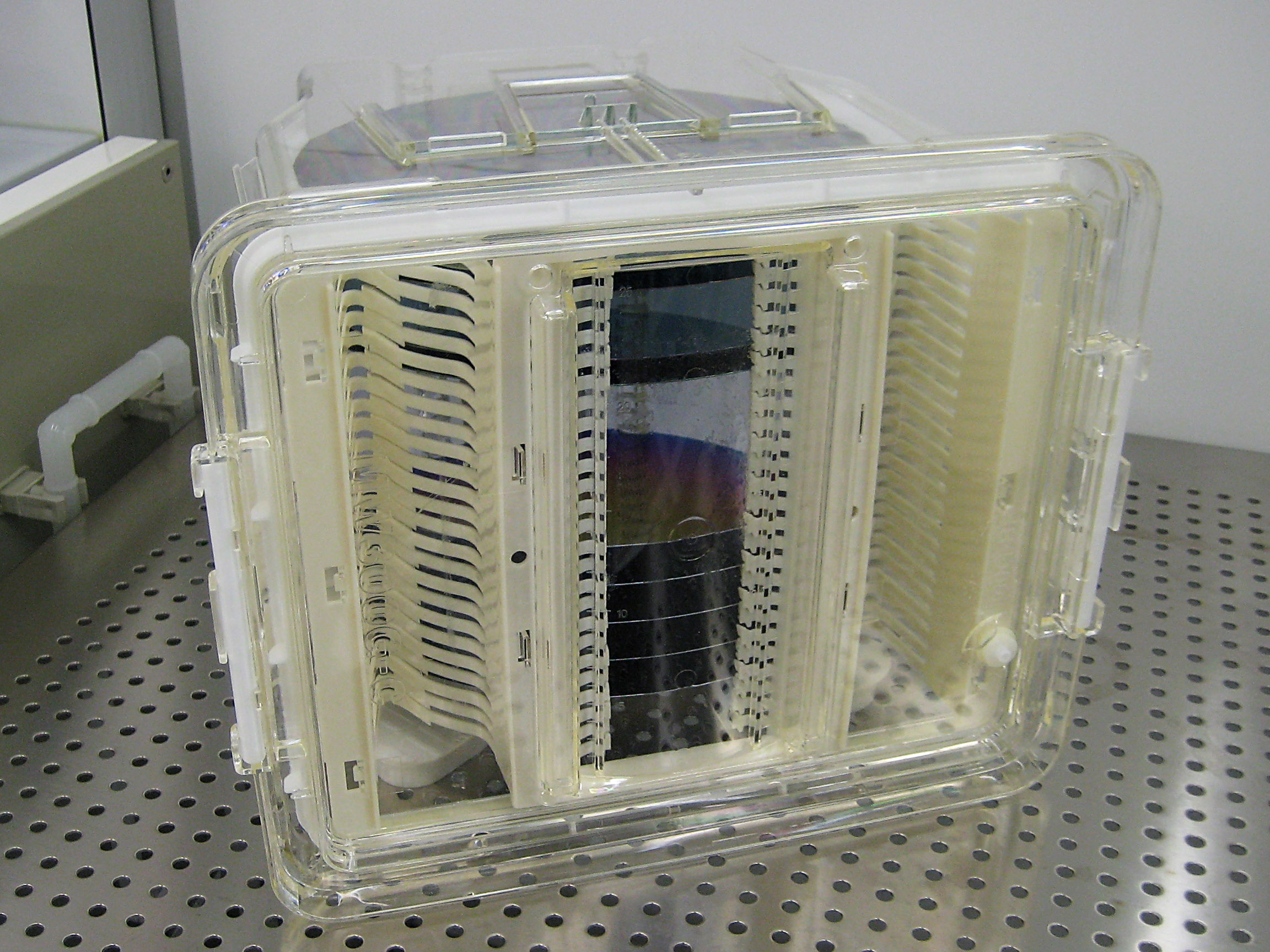
Sicht auf die Vorderseite einer FOSB-Kassette mit acht Wafern

Eine in Transportboxen (beispielsweise FOSB-Kassetten, englisch front open shipping box) eingesetzte Horde bietet in der Regel Platz für 25 Wafer (seltener auch 13 Wafer). 
Im industriellen Umfeld werden hier sogenannte FOUP-Kassetten (engl. front opening unified pod, dt. „nach vorn öffnender Einheitsbehälter“) eingesetzt.
In Prozessanlagen können Horden auch mehr oder weniger als 25 Wafer aufnehmen.
Maschinen, die die Wafer nach einem Bearbeitungs- oder Fertigungsschritt einzeln nacheinander oder gemeinsam miteinander in der Horde ablegen, werden als Einhorder bezeichnet.
Entsprechend heißen Maschinen, die Wafer aus einer Horde in eine andere umpacken, Umhorder.